# Ван Яфань

Ван Яфань (спрощ.: 王雅繁; піньїнь: Wáng Yǎfán; нар. 30 квітня 1994) — китайська тенісистка.
Свою першу перемогу в турнірах WTA Ван Яфань здобула на Abierto Mexicano TELCEL 2019.

## Фінали турнірів WTA

### Одиночний розряд: 1 титул
| Результат | В-П | Дата     | Турнір                  | Категорія   | Поверхня | Супротивниця | Рахунок       |
| --------- | --- | -------- | ----------------------- | ----------- | -------- | ------------ | ------------- |
| Перемога  | 1–0 | Бер 2019 | Mexican Open, Акапулько | Міжнародний | Хард     | Софія Кенін  | 2–6, 6–3, 7–5 |

### Парний розряд (3–2)
| Легенда                             |
| ----------------------------------- |
| Турніри Великого шолома (0–0)       |
| Турніри WTA Tour (0–0)              |
| WTA Elite Trophy (1–0)              |
| Premier Mandatory & Premier 5 (0–0) |
| Premier (0–0)                       |
| International (2–2)                 |

| Фінали за покриттям |
| ------------------- |
| Тверде (3–2)        |
| Ґрунт (0–0)         |
| Трава (0–0)         |
| Килим (0–0)         |

| Результат | Ранг | Дата             | Турнір                           | Покриття   | Партнер    | Супротивниці                                  | Рахунок            |
| --------- | ---- | ---------------- | -------------------------------- | ---------- | ---------- | --------------------------------------------- | ------------------ |
| Поразка   | 1.   | 10 січня 2015    | Shenzhen Open, КНР               | Тверде     | Лян Чень   | Людмила Кіченок Надія Кіченок                 | 4–6, 6–7(6–8)      |
| Перемога  | 1.   | 8 березня 2015   | BMW Malaysian Open, Куала-Лумпур | Тверде     | Лян Чень   | Юлія Бейгельзимер Ольга Савчук                | 4–6, 6–3, [10–4]   |
| Перемога  | 2.   | 8 листопада 2015 | WTA Elite Trophy, Чжухай, КНР    | Тверде     | Лян Чень   | Анабель Медіна Гаррігес Аранча Парра Сантонха | 6–4, 6–3           |
| Поразка   | 2.   | 6 березня 2016   | BMW Malaysian Open, Куала-Лумпур | Тверде     | Лян Чень   | Варатчая Вонгтінчай Ян Чжаосюань              | 6–4, 4–6, [7–10]   |
| Перемога  | 3.   | 4 лютого 2018    | WTA Taiwan Open, Тайбей          | Тверде (i) | Дуань Інін | Хібіно Нао Оксана Калашникова                 | 7–6(7–4), 7–6(7–5) |

## Фінали турнірів серії WTA 125

### Одиночний розряд: 1 фінал
| Результат | Ранг | Дата           | Турнір                             | Покриття | Опоненти    | Рахунок       |
| --------- | ---- | -------------- | ---------------------------------- | -------- | ----------- | ------------- |
| Поразка   | 1.   | 22 квітня 2018 | Zhengzhou Women's Tennis Open, КНР | Тверде   | Чжен Сайсай | 7–5, 2–6, 1–6 |

### Парний розряд: 5 (4–1)
| Результат | Ранг | Дата              | Турнір                                         | Покриття   | Партнер              | Опоненти                               | Рахунок          |
| --------- | ---- | ----------------- | ---------------------------------------------- | ---------- | -------------------- | -------------------------------------- | ---------------- |
| Поразка   | 1.   | 2 серпня 2015     | Jiangxi International Women's Tennis Open, КНР | Тверде     | Чжань Цзіньвей       | Чжан Кайчжень Чжен Сайсай              | 3–6, 6–4, [3–10] |
| Перемога  | 1.   | 15 листопада 2015 | Hua Hin Championships, Таїланд                 | Тверде (i) | Лян Чень             | Варатчая Вонгтінчай Yang Zhaoxuan      | 6–3, 6–4         |
| Перемога  | 2.   | 12 листопада 2017 | Hua Hin Championships, Таїланд                 | Тверде (i) | Дуань Інін           | Даліла Якупович Ірина Хромачова        | 6–3, 6–3         |
| Перемога  | 3.   | 22 квітня 2018    | Zhengzhou Women's Tennis Open, КНР             | Тверде     | Дуань Інін           | Наомі Броуді Яніна Вікмаєр             | 7–6 (7–5) , 6–3  |
| Перемога  | 4.   | 10 червня 2018    | Bol Open, Хорватія                             | Ґрунт      | Mariana Duque-Mariño | Silvia Soler Espinosa Barbora Štefková | 6–3, 7–5         |

## ITF Фінали (15–8)

### Одиночний розряд (9–4)
| Легенда                |
| ---------------------- |
| Турніри $100,000       |
| Турніри $75,000        |
| $50,000/60.000 турніри |
| Турніри $25,000        |
| Турніри $15,000        |
| Турніри $10,000        |

| Фінали за покриттям |
| ------------------- |
| Тверде (9–4)        |
| Ґрунт (0–0)         |
| Трава (0–0)         |
| Килим (0–0)         |

| Результат | Ранг | Дата           | Турнір                       | Покриття   | Опонент            | Рахунок            |
| --------- | ---- | -------------- | ---------------------------- | ---------- | ------------------ | ------------------ |
| Перемога  | 1.   | 6 травня 2012  | Джакарта, Індонезія          | Тверде     | Yang Zi            | 6–1, 6–3           |
| Поразка   | 1.   | 15 грудня 2012 | Бангкок, Таїланд             | Тверде     | Nungnadda Wannasuk | 3–6, 1–6           |
| Перемога  | 2.   | 3 березня 2013 | Сідней, Австралія            | Тверде     | Misa Eguchi        | 6–2, 6–0           |
| Перемога  | 3.   | 1 вересня 2013 | Yeongwol, Південна Корея     | Тверде     | Kim Sun-jung       | 6–1, 6–4           |
| Перемога  | 4.   | 8 вересня 2013 | Yeongwol, Південна Корея (2) | Тверде     | Lee Pei-chi        | 2–6, 6–1, 6–2      |
| Поразка   | 2.   | 23 лютого 2014 | Salisbury, Австралія         | Тверде     | Jang Su-jeong      | 3–6, 6–7(6–8)      |
| Перемога  | 5.   | 12 липня 2014  | Bangkok, Таїланд (2)         | Тверде     | Сабіна Шаріпова    | 6–3, 6–2           |
| Перемога  | 6.   | 19 липня 2014  | Пхукет (місто), Таїланд      | Тверде (i) | Сюй Їфань          | 3–6, 6–2, 7–5      |
| Перемога  | 7.   | 26 липня 2015  | Чженчжоу, КНР                | Тверде     | Дуань Інін         | 6–4, 6–4           |
| Поразка   | 3.   | 10 квітня 2016 | Касіва (Тіба), Японія        | Тверде     | Jang Su-jeong      | 4–6, 6–1, 3–6      |
| Поразка   | 4.   | 23 жовтня 2016 | Сучжоу, КНР                  | Тверде     | Чжан Кайчжень      | 6–4, 2–6, 1–6      |
| Перемога  | 8.   | 23 липня 2017  | Тяньцзінь, КНР               | Тверде     | Zhu Lin            | 6–4, 6–2           |
| Перемога  | 9.   | 29 жовтня 2017 | Лючжоу, КНР                  | Тверде     | Хібіно Нао         | 3–6, 6–4, 3–3 ret. |

### Парний розряд (6–4)
| Легенда          |
| ---------------- |
| Турніри $100,000 |
| Турніри $75,000  |
| Турніри $50,000  |
| Турніри $25,000  |
| Турніри $15,000  |
| Турніри $10,000  |

| Фінали за покриттям |
| ------------------- |
| Тверде (5–3)        |
| Ґрунт (1–1)         |
| Трава (0–0)         |
| Килим (0–0)         |

| Результат | Ранг | Дата           | Турнір               | Покриття | Партнер        | Опоненти                          | Рахунок                    |
| --------- | ---- | -------------- | -------------------- | -------- | -------------- | --------------------------------- | -------------------------- |
| Перемога  | 1.   | 10 квітня 2010 | Нінбо, КНР           | Тверде   | Yang Zhaoxuan  | Lu Jiaxiang Yang Zijun            | 1–6, 6–2, [10–4]           |
| Поразка   | 1.   | 7 липня 2012   | Huzhu, КНР           | Ґрунт    | Tian Ran       | Li Yihong Zhang Kailin            | 6–3, 4–6, [6–10]           |
| Перемога  | 2.   | 7 грудня 2012  | Бангкок, Таїланд     | Тверде   | Wen Xin        | Kim Na-ri Lee Ye-ra               | 7–5, 7–5                   |
| Перемога  | 3.   | 14 грудня 2012 | Bangkok, Таїланд (2) | Тверде   | Wen Xin        | Huỳnh Phương Đài Trang Li Yihong  | 6–0, 6–3                   |
| Поразка   | 2.   | 3 березня 2013 | Сідней, Австралія    | Тверде   | Тамара Чурович | Misa Eguchi Mari Tanaka           | 6–4, 5–7, [8–10]           |
| Перемога  | 4.   | 27 червня 2014 | Сіань, КНР           | Тверде   | Lu Jiajing     | Лян Чень Yang Zhaoxuan            | 6–3, 7–6(7–2)              |
| Поразка   | 3.   | 13 лютого 2015 | Лонсестон, Австралія | Тверде   | Yang Zhaoxuan  | Han Xinyun Junri Namigata         | 4–6, 6–3, [6–10]           |
| Перемога  | 5.   | 2 травня 2015  | Ґіфу, Японія         | Тверде   | Сюй Їфань      | Ан-Софі Месташ Емілі Веблі-Сміт   | 6–2, 6–3                   |
| Поразка   | 4.   | 15 квітня 2016 | Шеньчжень, КНР       | Тверде   | Liang Chen     | Аояма Сюко Ніномія Макото         | 6–7(5–7), 4–6              |
| Перемога  | 6.   | 7 травня 2016  | Anning, КНР          | Ґрунт    | Zhang Kailin   | Варатчая Вонгтінчай Yang Zhaoxuan | 6–7(3–7), 7–6(7–2), [10–1] |